# Johannes Hjelmslev
Johannes Trolle Hjelmslev (nombre de nacimiento Johannes Trolle Petersen ) (Hørning, cerca de Aarhus, 7 de abril de 1873 - Copenhague, 16 de febrero de 1950) fue un matemático danés.

## Semblanza
Hjelmslev era hijo del fabricante de sillas de montar Niels Peter Petersen y de Marie Kirstine Pedersen (nacida Trolle) y padre del lingüista Louis Hjelmslev. 
Después de graduarse en la Real Escuela de Skanderborg en 1888, llegó a la Escuela de Educación de Aarhus, donde obtuvo el título de filosofía en 1891 y pronunció su conferencia magistral en 1894 sobre matemáticas. A continuación ejerció como docente y como autor de textos académicos. Profesor en laBorgerdydskolen, en 1897 se doctoró con un trabajo sobre geometría descriptiva infinitesimal. El notable ingenio geométrico contenido en esta tesis fue aún superado en la revisión presentada a la Sociedad de Ciencias en 1898,  titulada "Un nuevo principio para las investigaciones de líneas geométricas". En 1898 se casó con Agnes Elisabeth Bohse (nacida el 4 de octubre de 1874), hija adoptiva del doctor Bohse de la ciudad en Fredericia. Desde 1903 ocupó la cátedra de geometría descriptiva en el colegio politécnico, y entre 1917 y 1942 fue profesor de matemáticas en la Universidad de Copenhague.
Cambió su apellido a "Hjelmslev" en 1904, para evitar la confusión de su firma (J. Petersen), que ya estaba siendo usada por Julius Petersen. Tomó el nuevo apellido de su lugar de nacimiento, Hjelmslev Herred.

## Publicaciones
- Johannes Hjelmslev, Grundprinciper for den infinitesimale Descriptivgeometri med Anvendelse paa Læren om variable Figurer. Afhandling for den philosophiske Doctorgrad, 1897
- Johannes Hjelmslev, Deskriptivgeometri: Grundlag for Forelæsninger paa Polyteknisk Læreanstalt, Jul. Gjellerup 1904
- Johannes Hjelmslev, Geometriske Eksperimenter, Jul. Gjellerup 1913
- Johannes Hjelmslev, Darstellende Geometrie, Teubner 1914
- Johannes Hjelmslev, Geometrische Experimente, Teubner 1915
- Johannes Hjelmslev, Lærebog i Geometri til Brug ved den Polytekniske Læreanstalt, Jul. Gjellerup 1918
- Johannes Hjelmslev, Die natürliche Geometrie- vier Vorträge, Hamburger Mathematische Einzelschriften 1923
- Johannes Hjelmslev, Om et af den danske matematiker Georg Mohr udgivet skrift Euclides Danicus', udkommet i Amsterdam i 1672", Matematisk Tidsskrift  B, 1928, pp 1-7
- Johannes Hjelmslev, Grundlagen der projektiven Geometrie, 1929
- Johannes Hjelmslev, Beiträge zur Lebensbeschreibung von Georg Mohr, Det Kongelige Danske Videnskabernes Selskab, Math.-Fys. Meddelelser, Bd.11, 1931, Nr.4
- Johannes Hjelmslev, Grundlag for den projektive Geometri, Gyldendal 1943